# Parafia Świętych Apostołów Piotra i Pawła w Zawadzie
Parafia Świętych Apostołów Piotra i Pawła w Zawadzie – parafia rzymskokatolicka, znajdująca się w archidiecezji częstochowskiej, w dekanacie Kłomnice.

## Historia
24 sierpnia 1919 została powołana parafia w Zawadzie, wyodrębniona z parafii Kłomnice, do której wieś należała przez wieki.

## Proboszczowie
Źródło: 
- ks. Adam Krajewski – 1925–1926
- ks. Franciszek Kruszyński – 1926–1929
- ks. Jan Wójcicki – 1927–1947
- ks. Konstanty Bednarski – 1947–1957
- ks. Franciszek Januszewski – 1957–1974
- ks. Zbigniew Borówka – 1974–1986
- ks. Tadeusz Bijata – 1986–1995
- ks. Mieszysław Kopeć – 1995–2000
- ks. Jacek Fuljanty – 2000–2013
- ks. Szczepan Wylaź – 2013–2023
- ks. Robert Woźniak – od 2023